# اندی فیرت
اندی فیرت (انگلیسی: Andy Firth؛ زادهٔ ۲۶ سپتامبر ۱۹۹۶) بازیکن فوتبال اهل بریتانیا است.
از باشگاه‌هایی که در آن بازی کرده‌است می‌توان به باشگاه فوتبال ویتون آلبیون، باشگاه فوتبال لیورپول، باشگاه فوتبال بارو، و باشگاه فوتبال رنجرز اشاره کرد.